# ناقلة دبابات

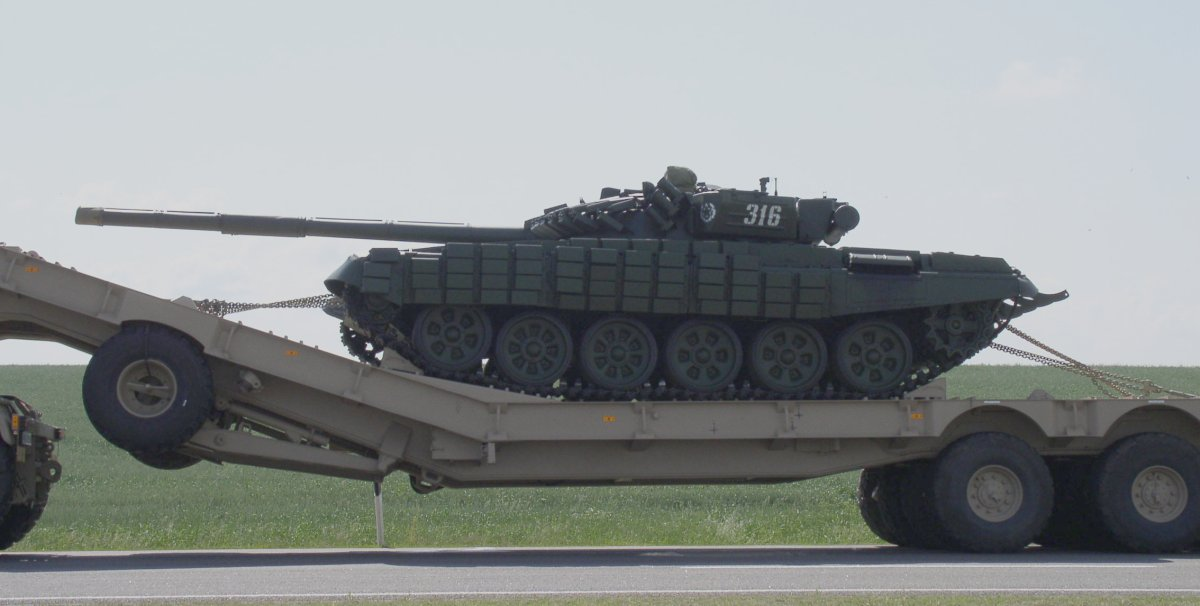
ناقلة دبابات بيلاروسية تنقل دبابة تي-72

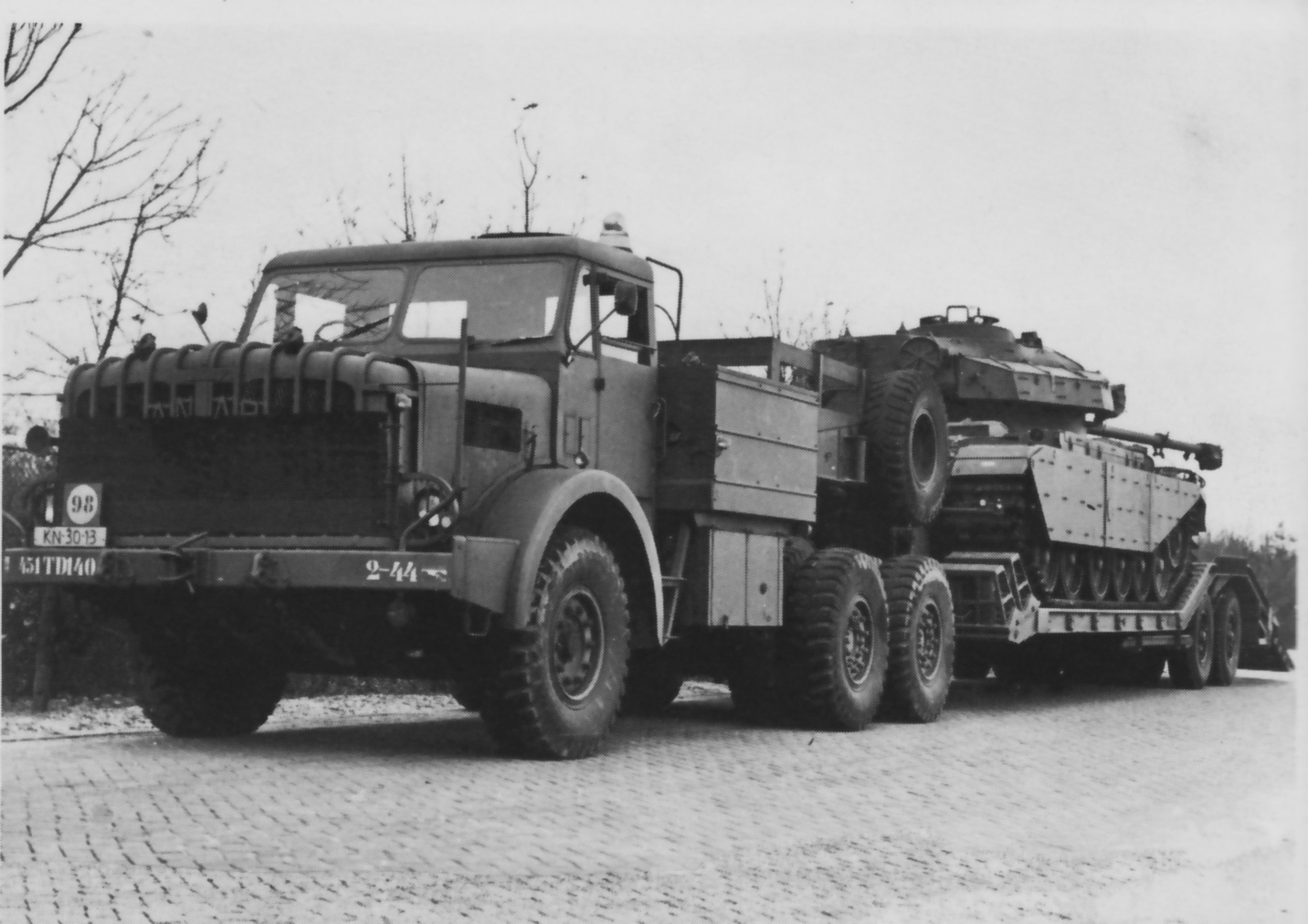
ناقلة دبابات تنقل دبابة سينتوريون

ناقلة دبابات هي مركبة للأحمال الثقيلة مخصصة لنقل الدبابات من وإلى ساحة العمليات العسكرية أو للتنقل في أوقات السلم، ناقلات الدبابات ضرورية للحد من عداد الأميال التي تقطعها الدبابة ذاتيا إذ أن سُرف الدبابة لها عمر أفتراضي محدد كما أن ناقلات الدبابات تستهلك كمية أقل من الوقود مقارنة مع تلك التي تستهلكها الدبابة أثناء سيرها، بالإضافة إلى ذلك فأن ناقلات الدبابات تحقق سرعة أعلى من تلك التي تحققها الدبابات في قطع المسافات إذا ما توافرت شبكة طرق جيدة.
ويؤدي استخدام ناقلات الدبابات إلى الحد من تكسر الطرق الأسفلتية نتيجة لعبور الدبابات الثقيلة عليها. ولا تقوم ناقلات الدبابات بنقل الدبابات المعطوبة أو المدمرة حيث تختص مركبات الإصلاح المدرعة بعمل ذلك. وما ينطبق على الدبابات ينطبق على باقي مركبات قتال مدرعة حيث يمكن لناقلات الدبابات حمل مركبات قتال المشاة وناقلات الجند المدرعة لكن الفوائد من القيام بذلك أقل من فوائد علمية نقل الدبابات.